# Chapman Stick

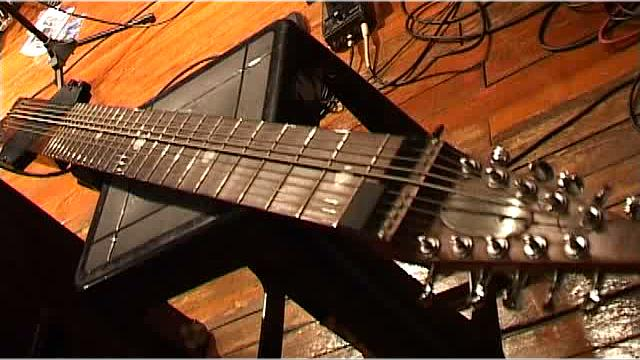
Chapman Stick mười dây

Chapman Stick (The Stick) là một nhạc cụ điện được phát minh bởi Emmett Chapman vào đầu thập niên 1970. Là một thành viên thuộc họ guitar, Chapman Stick thường có mười hoặc mười hai dây riêng biệt và có thể được sử dụng để chơi bassline, dòng giai điệu, hợp âm, hoặc texture. Nó cũng có thể thực hiện nhiều thao tác âm nhạc đồng thời do được thiết kế làm một nhạc cụ phức điệu.